# 신두 왕국
신두 왕국 또는 단순히 신두는 인도 신화에 등장하는 왕국이다. 그것은 신두 강(인더스 강)의 제방을 뻗었다. 서사시인 마하바라타와 하리밤사 푸라나에서 종종 사우비라 왕국과 함께 언급된다. 신두 왕국은 시비의 아들 중 한 명인 브리샤다르바에 의해 설립되었다고 믿어진다. 미르찬다니에 의해 쓰여진 고대 신드의 글림프세스에 따르면, 그 수도는 브리샤다르푸라로 알려져 있었고, 나중에 신두로 알려진 툴시아니는 현재의 미탄코트(파키스탄 펀자브 남부)의 위치 또는 그 근처에 위치했으며, 왕국의 주민들은 신두인 또는 사인다바인라고 불렸다고 한다. "신두"는 문자 그대로 "강"과 "바다"를 의미한다. 서사시 마하바라타에 따르면, 자야드라타(두료다나의 누이의 남편)는 신두, 사우비라, 시비의 왕이었다. 아마도 사우비라와 시비는 신두 왕국과 인접한 왕국들이었고 자야드라타가 그들을 정복하여 일정 기간 동안 그들을 보유했을 것이다. 신두와 사우비라는 서로 싸웠던 것 같다.